# 石硐镇
石硐镇，是中华人民共和国贵州省貴陽市息烽县下辖的一个乡镇级行政单位。
2013年6月28日，贵州省人民政府批复同意撤销石硐乡建制，设置石硐镇，镇人民政府驻石硐村。

## 行政区划
石硐镇下辖以下地区：
石硐村、光明村、木杉村、高峰村、前丰村、龙坪村、水头村、高青村、新寨村、高寨村、猫场村、泉湖村、难冲桥村、何家洞村、玉龙村、红星村、中坝村和大洪村。